# Ysendyck
Ysendyck (ou en néerlandais : IJzendijke, en zélandais : Iezendieke) est une ville appartenant à la commune néerlandaise de L'Écluse, situé dans la province de la Zélande.
Le 1er janvier 2013, Ysendyck comptait 2 212 habitants.

## Toponymie

### Surnom
Le surnom d'Ysendyck est Petit-Paris[réf. nécessaire] est son origine est incertaine.
Une explication logique est le fait que nombre de brasseries, cafés, auberges, tavernes et hôtels avaient des noms français, par exemple : La Porte d'Or, La Grande Place, Du Commerce, La Belle Vue ou le Café d'Anvers.
Plus évidente, cependant, est la présence de beaucoup de résidents maîtrisant la langue française, en raison de la communication qui prévaut entre les propriétaires nobles français et wallons et leurs locataires du Petit-Paris[pas clair].

## Histoire
Ysendyck était une ville fortifiée ; mais il ne reste que très peu de vestiges, restaurés et reconstruits au XXe siècle.
Ysendyck fut une commune indépendante jusqu'en avril 1970, année où elle a été rattachée à la commune d'Oostburg. En 2003, la ville a été rattachée à la commune de L'Écluse.

## Galerie

### Lieux et monuments

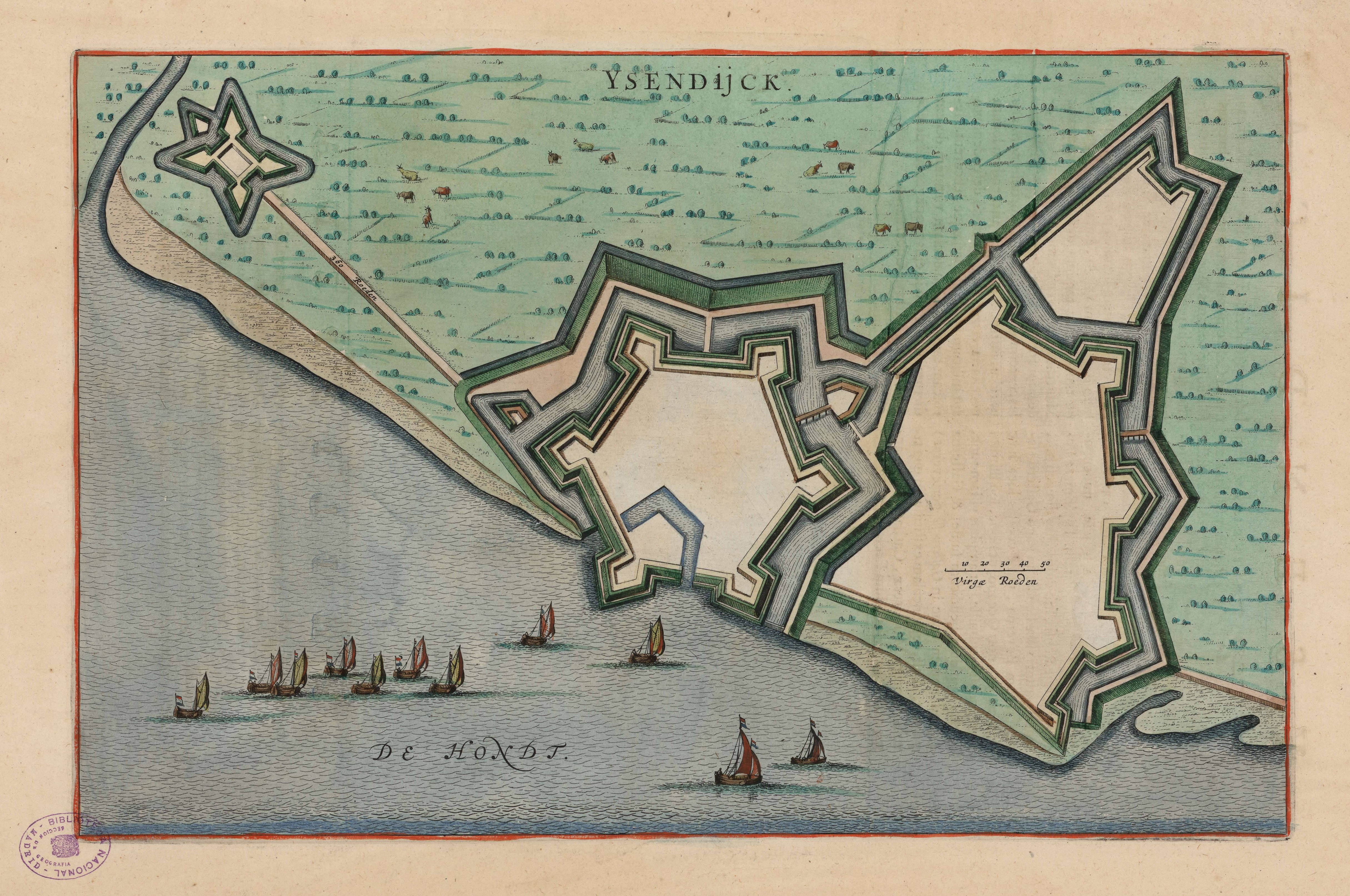
IJzendijke sur une carte de Blaeu, en 1649, alors que le village se trouvait au bord du Braakman

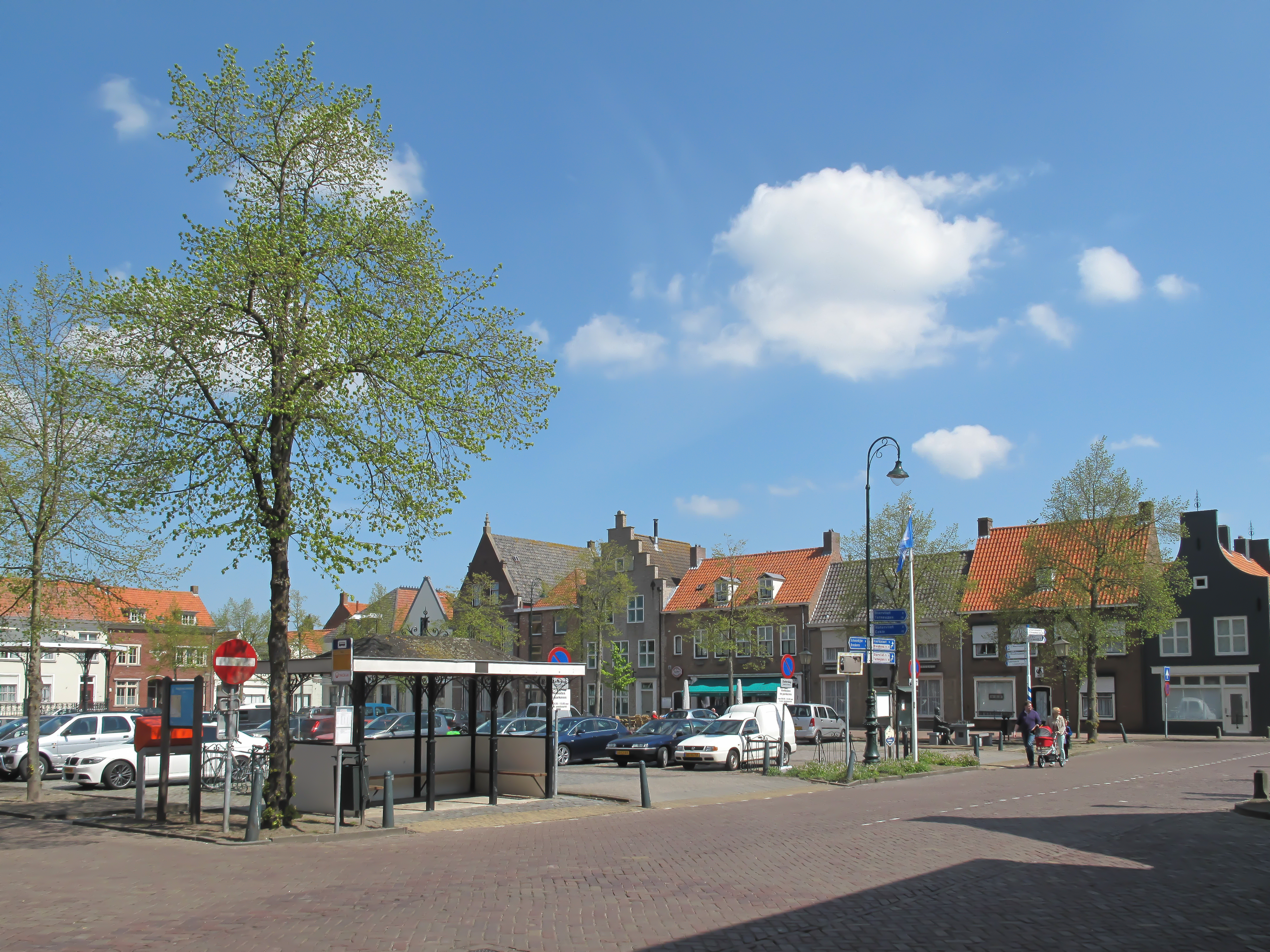
La place centrale
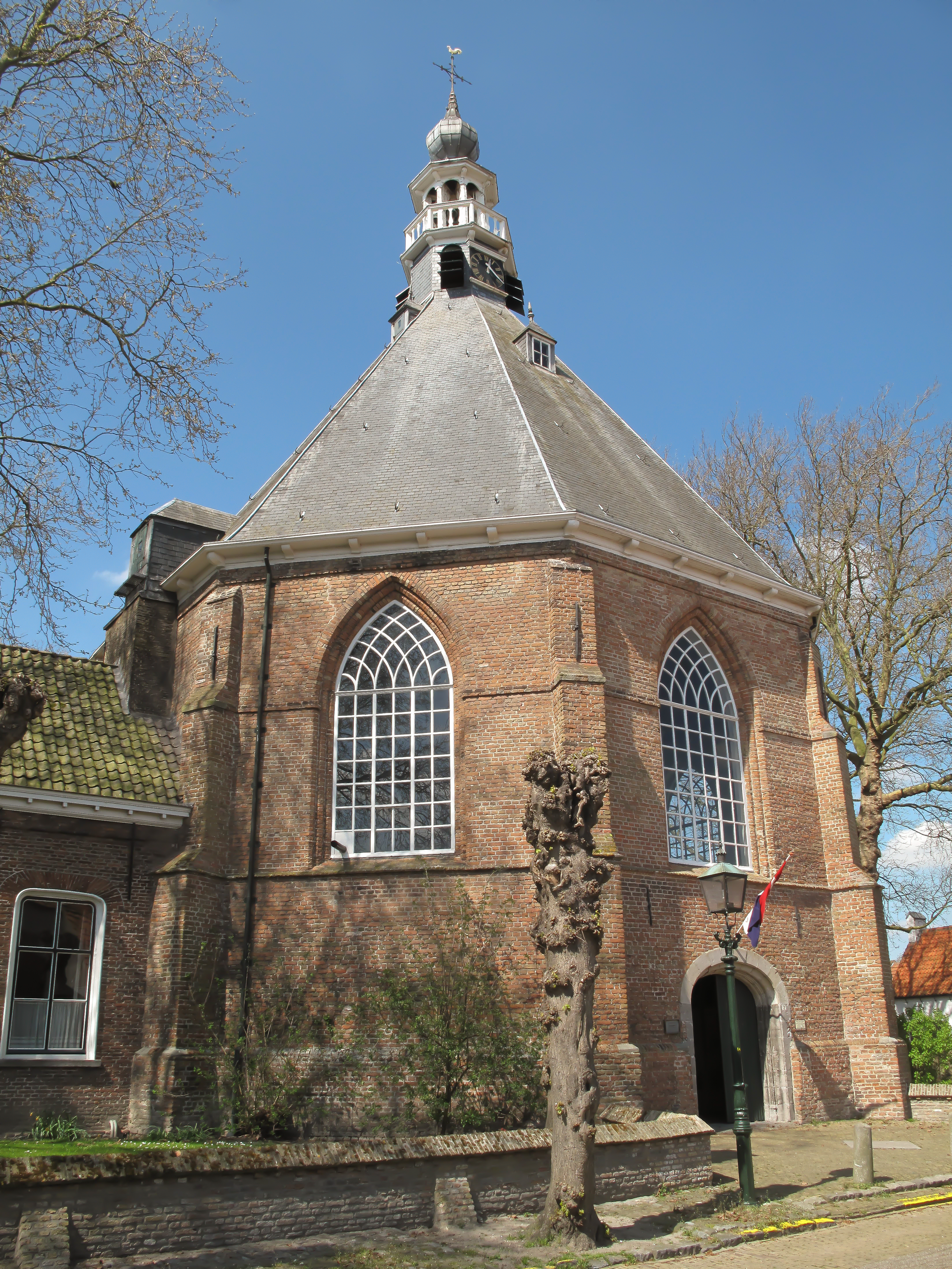
L'église protestante
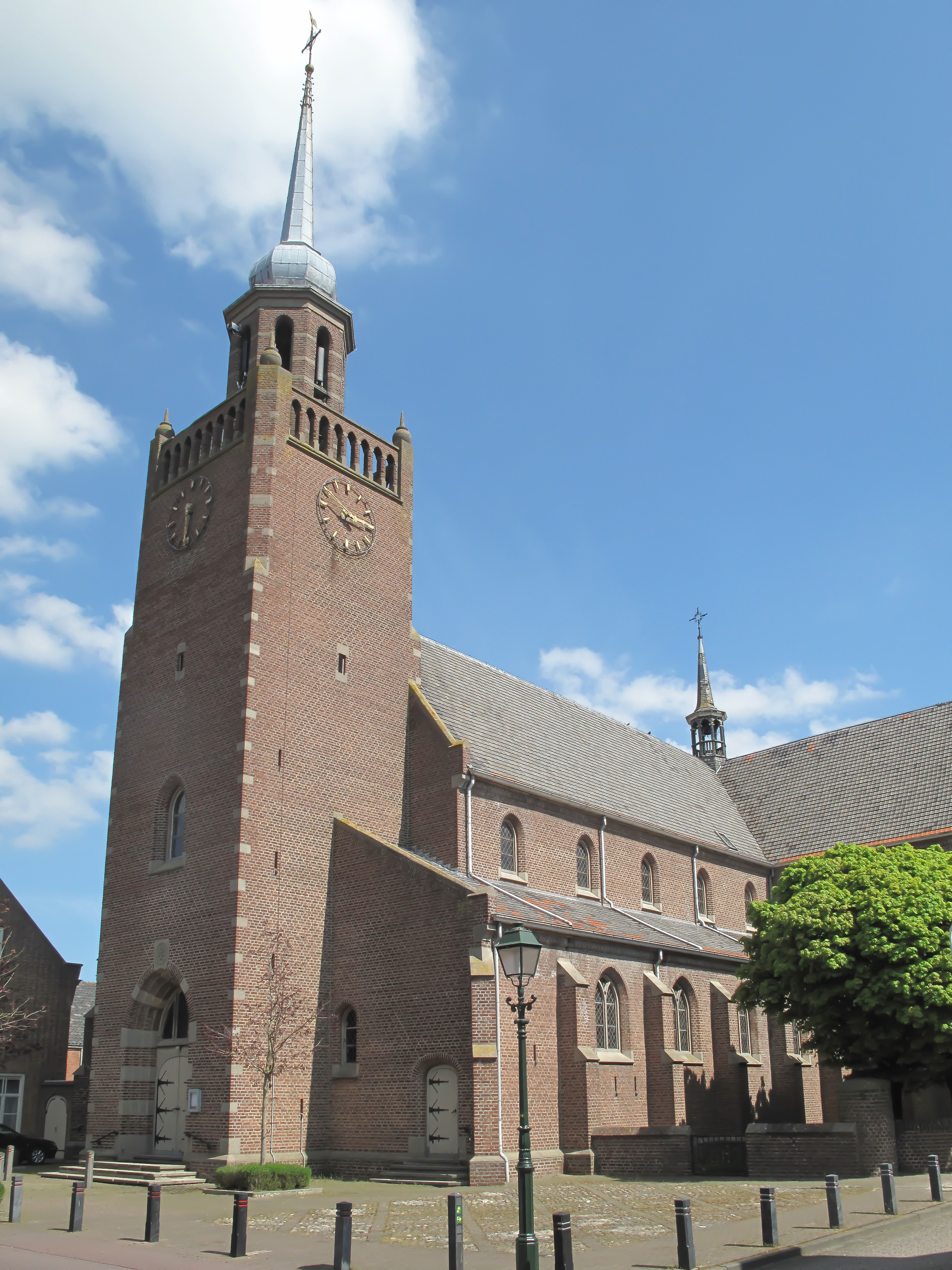
L'église Notre-Dame-de-l'Assomption (Onze-Lieve-Vrouw-ten-Hemelopnemingskerk)
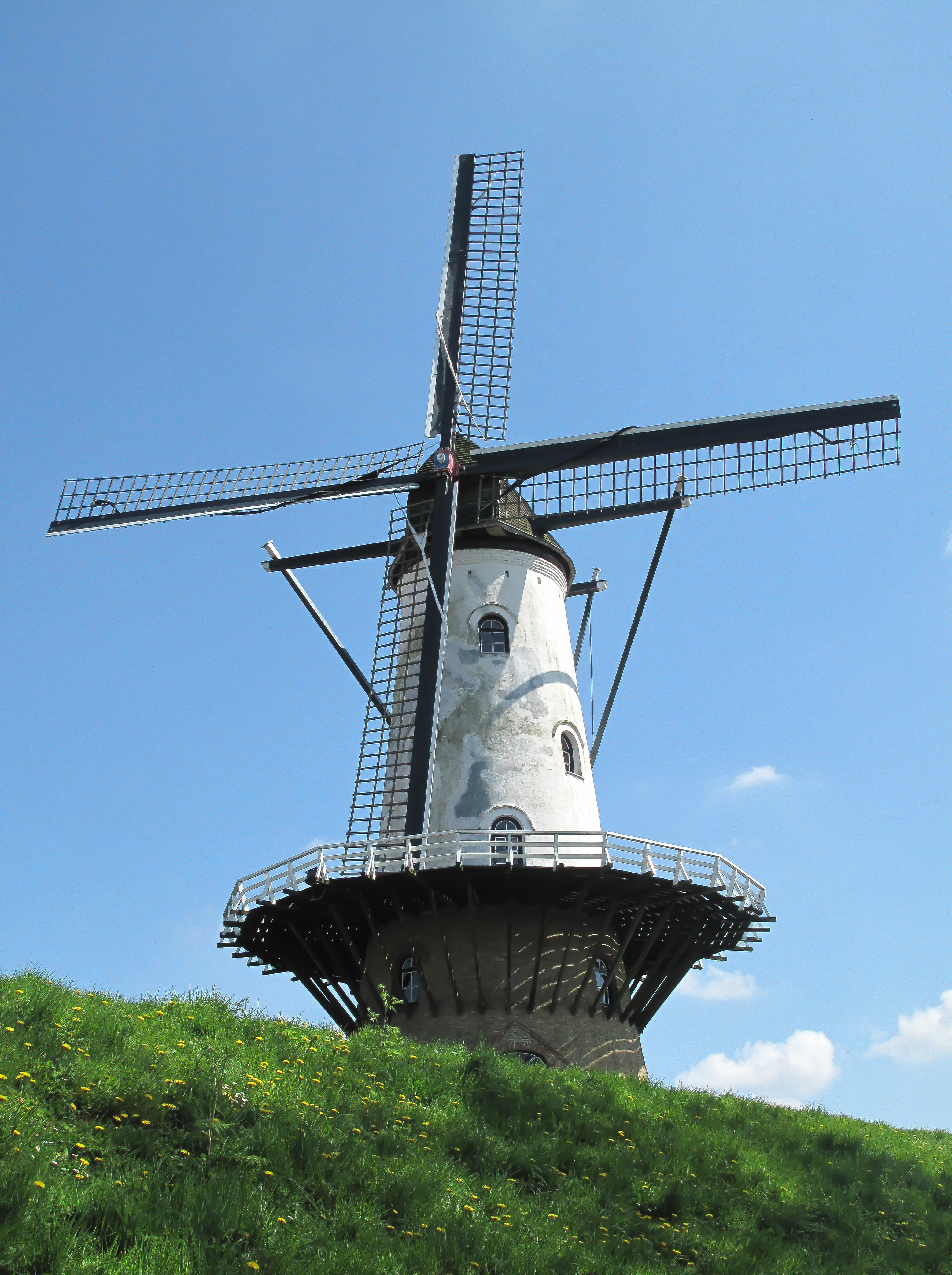
Le moulin de la Demoiselle Blanche (de Witte Juffer)
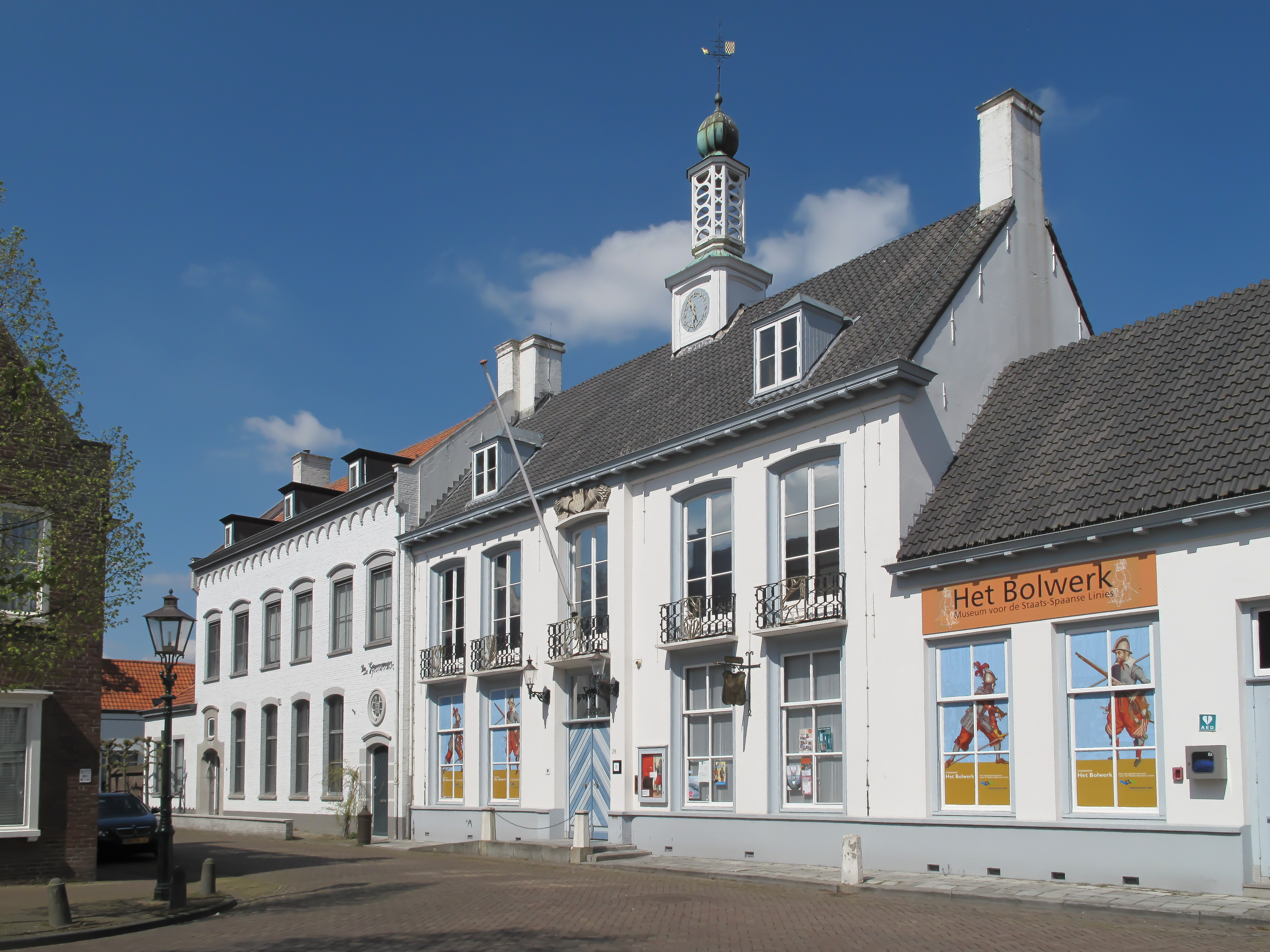
Le musée régional d'Ysendyck

## Ysendyckois connus

### Nés à Ysendyck
- Herman Wijffels (1942), économiste, banquier, professeur et fonctionnaire
- Ronny Van Poucke (1957), footballeur

### Liés à Ysendyck
- Hendrik Johannes Bool, fonctionnaire et politicien
- Petronella Moens, poète et romancière